# Оркестр Тонгале (Цюрих)
Оркестр Тонгале (нім. Tonhalle-Orchester Zürich) — швейцарський симфонічний оркестр, що базується у Цюриху в Швейцарії. Заснований у 1868 році.

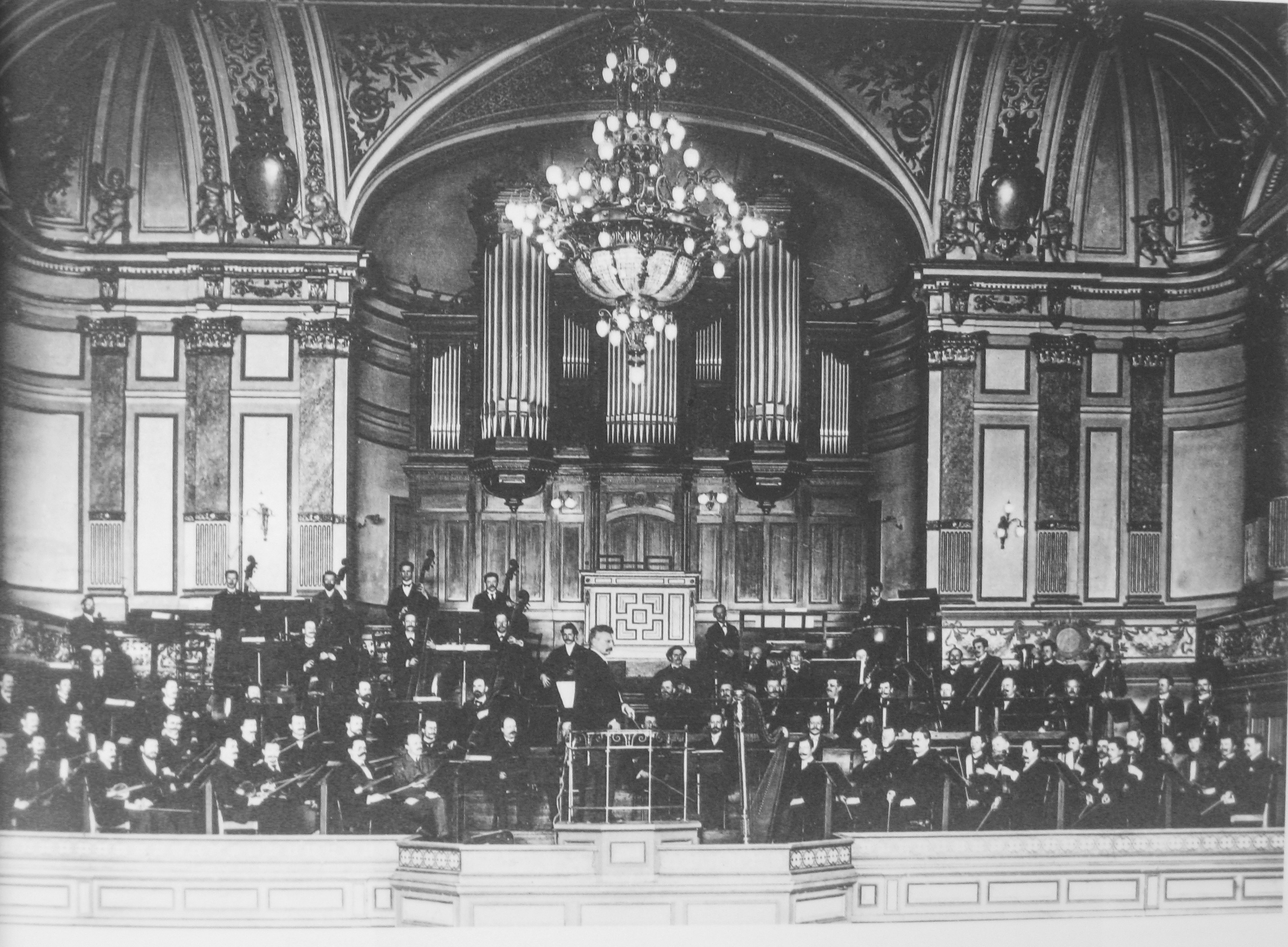
Оркестр Тонгале. 1900

Головний диригент та художній керівник з сезону 2014/15 року — Ліонель Бранг'є (Lionel Bringuier).

## Історія оркестру
У 1812 році в Цюриху було засноване Музичне товариство Цюриха (Allgemeine Musik-Gesellschaft Zürich, AMG), яке повинне було щорічно утворювати сезонний оркестр, тобто він не був постійним. Його першими диригентами були Казимир фон Блюменталь (1821—1846) і Франц Абт (1846—1852).

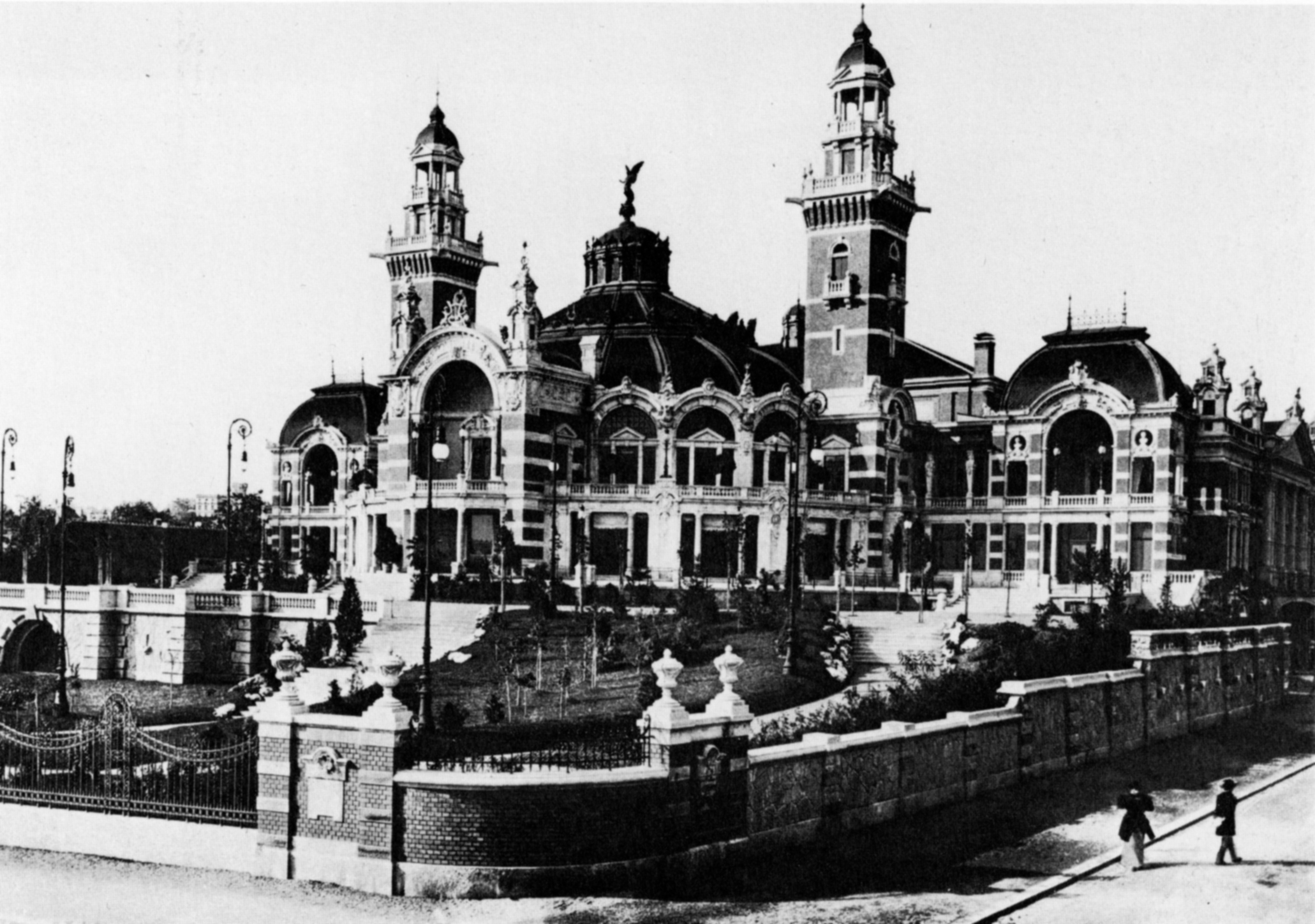
«Новий Тонгале». 1900

У 1861 році в Цюриху відбувався Швейцарський музичний фестиваль і після його закінчення жителі міста хотіли щоб музиканти залишилися після закынчення фестивалю, але товариство AMG не мало фінансових ресурсів щоб створити сталий оркестр. Тільки в 1865 році група громадян Цюриха заснувала перший міський оркестр Orchesterverein Zürich. Закла́дення оркестру Тонгале відбулося через кілька років у 1868. Обидва оркестри продовжують працювати дотепер.
З 1963 року оркестр очолив молодий диригент Фрідріх Геґар (1841—1927), який диригував оркестром 43 роки. Наступні 43 роки життя оркестру пройшли під керівництвом іншого швейцарського музиканта, Фолькмара Андре (1879—1962).
У 1850-их роках з оркестром часто виступав Ріхард Вагнер. Оркестром диригували відомі композитори Йоганнес Брамс, Ріхард Штраус, Пауль Гіндеміт. У 1947 році оркестр з Францом Легаром записав ряд його творів.

## Головні диригенти

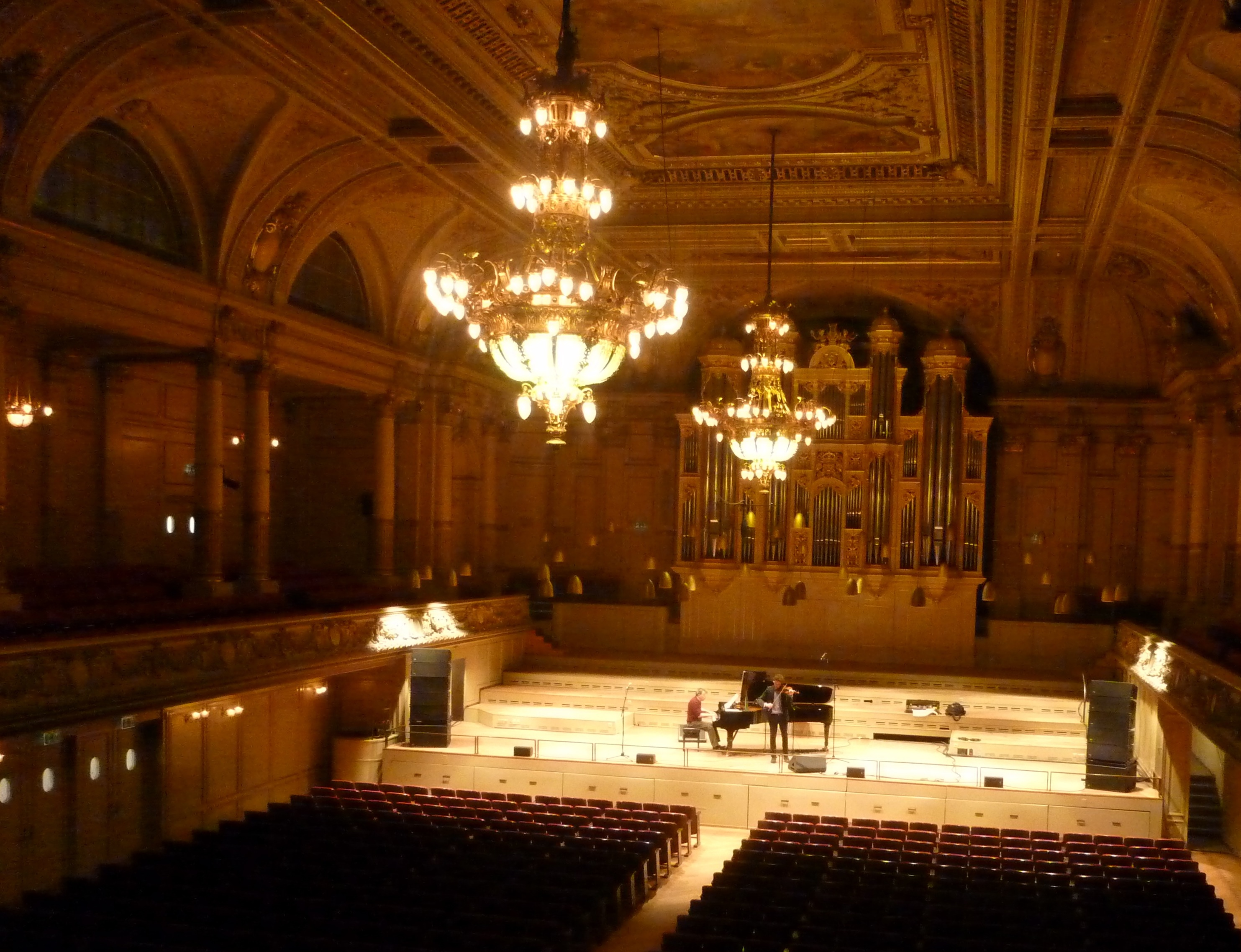
Великий зал Тонгале. 2011

- Фрідріх Геґар (Friedrich Hegar) (1868—1906)
- Фолькмар Андре (Volkmar Andreae) (1906—1949)
- Еріх Шмід (Erich Schmid) (1949—1957)
- Ганс Росбауд (Hans Rosbaud) (1957—1962)
- Рудольф Кемпе (Rudolf Kempe) (1965—1972)
- Шарль Дютуа (Charles Dutoit) (1967—1971)
- Герд Альбрехт (Gerd Albrecht) (1975—1980)
- Кристоф Ешенбах (Christoph Eschenbach) (1982—1986)
- Хіроші Вакасуґі (Hiroshi Wakasugi) (1987—1991)
- Давид Цінман (David Zinman) (1995—2014)
- Ліонель Бранг'є (Lionel Bringuier) (2014—2018)
- Пааво Ярві (Paavo Järvi) (2019–дотепер)